# Крепость Борач
Крепость Борач также известная как Борач на Кршу  — крепость в Сербии, находится неподалёку от одноимённого населённого пункта в общине Книч Шумадийского округа. Дата основания крепости неизвестна, впервые упоминается в 1389 году наряду с другими крепостями, занятыми венгерскими войском. Особое значение крепость приобрела в период Деспотии, когда её укрепил деспот Джурадж Бранкович. После падения Белграда и Голубаца Борач оставалась единственным крупным укреплением в северной части страны. В 1438 году крепость захватил и разрушил султан Мурад II.
Крепость состояла из Большого и Малого городов, расположенных на северо-востоке и юго-западе горы соответственно. В настоящее время от крепости уцелели только остатки башни, несколько зданий и участков стен. Археологические раскопки в крепости не проводились, хотя она считается памятником культуры республиканского значения. У стен крепости находится церковь Святого архангела Михаила.